# Emilia-Romagna Open 2021
Emilia-Romagna Open 2021 là một giải quần vợt thi đấu trên mặt sân đất nện. Đây là lần thứ 1 giải đấu được tổ chức. Giải đấu là một phần của ATP Tour 2021 và WTA Tour 2021 và diễn ra tại Parma, Ý.

## Điểm và tiền thưởng

### Phân phối điểm
| Sự kiện | VĐ  | CK  | BK | TK | Vòng 1/16 | Vòng 1/32 | Q  | Q2 | Q1 |
| Đơn     | 250 | 150 | 90 | 45 | 20        | 0         | 12 | 6  | 0  |
| Đôi     | 250 | 150 | 90 | 45 | 0         | —         | —  | —  | —  |

### Tiền thưởng
| Sự kiện | VĐ      | CK      | BK      | TK      | Vòng 1/16 | Vòng 1/32 | Q2     | Q1     |
| Đơn     | €47,080 | €33,760 | €24,030 | €16,020 | €10,300   | €6,195    | €3,025 | €1,575 |
| Đôi*    | €17,570 | €12,590 | €8,290  | €5,390  | €3,160    | —         | —      | —      |

*mỗi đội

## Nội dung đơn ATP

### Hạt giống
| Quốc gia | Tay vợt              | Xếp hạng1 | Hạt giống |
| -------- | -------------------- | --------- | --------- |
| ITA      | Lorenzo Sonego       | 28        | 1         |
| FRA      | Benoît Paire         | 36        | 2         |
| ESP      | Albert Ramos Viñolas | 39        | 3         |
| GER      | Jan-Lennard Struff   | 42        | 4         |
| FRA      | Richard Gasquet      | 52        | 5         |
| USA      | Tommy Paul           | 53        | 6         |
| SLO      | Aljaž Bedene         | 55        | 7         |
| JPN      | Yoshihito Nishioka   | 60        | 8         |

- 1 Bảng xếp hạng vào ngày 17 tháng 5 năm 2021.

### Vận động viên khác
Đặc cách:
- Marco Cecchinato
- Flavio Cobolli
- Andreas Seppi

Vượt qua vòng loại:
- Daniel Altmaier
- Raúl Brancaccio
- Pedro Martínez
- Mikael Ymer

Thua cuộc may mắn:
- Norbert Gombos

### Rút lui
Trước giải đấu
- Lloyd Harris → thay thế bởi  Lorenzo Musetti
- John Isner → thay thế bởi  Salvatore Caruso
- Cameron Norrie → thay thế bởi  Marcos Giron
- Reilly Opelka → thay thế bởi  Steve Johnson
- Frances Tiafoe → thay thế bởi  Norbert Gombos

### Bỏ cuộc
- Benoît Paire

## Nội dung đôi ATP

### Hạt giống
| Quốc gia | Tay vợt         | Quốc gia | Tay vợt          | Xếp hạng1 | Hạt giống |
| -------- | --------------- | -------- | ---------------- | --------- | --------- |
| BEL      | Sander Gillé    | BEL      | Joran Vliegen    | 62        | 1         |
| RSA      | Raven Klaasen   | JPN      | Ben McLachlan    | 67        | 2         |
| NZL      | Marcus Daniell  | AUT      | Philipp Oswald   | 74        | 3         |
| ESA      | Marcelo Arévalo | NED      | Matwé Middelkoop | 78        | 4         |

- Bảng xếp hạng vào ngày 18 tháng 5 năm 2021

### Vận động viên khác
Đặc cách:
- David Marrero /  David Vega Hernández
- Francesco Passaro /  Stefano Travaglia

### Rút lui
Trước giải đấu
- Roman Jebavý /  Jiří Veselý → thay thế bởi  Roman Jebavý /  Aleksandr Nedovyesov
- John Peers /  Michael Venus → thay thế bởi  Matt Reid /  Michael Venus
- Ken Skupski /  Neal Skupski → thay thế bởi  Marco Cecchinato /  Andreas Seppi

Trong giải đấu
- Sander Gillé /  Joran Vliegen

## Nội dung đơn WTA

### Hạt giống
| Quốc gia | Tay vợt             | Xếp hạng1 | Hạt giống |
| -------- | ------------------- | --------- | --------- |
| USA      | Serena Williams     | 8         | 1         |
| CRO      | Petra Martić        | 25        | 2         |
| USA      | Coco Gauff          | 35        | 3         |
| RUS      | Daria Kasatkina     | 37        | 4         |
| USA      | Amanda Anisimova    | 39        | 5         |
| CHN      | Wang Qiang          | 48        | 6         |
| ESP      | Sara Sorribes Tormo | 51        | 7         |
| FRA      | Caroline Garcia     | 56        | 8         |

- 1 Bảng xếp hạng vào ngày 10 tháng 5 năm 2021.[2]

### Vận động viên khác
Đặc cách:
- Sara Errani
- Giulia Gatto-Monticone
- Serena Williams
- Venus Williams

Vượt qua vòng loại:
- Martina Di Giuseppe
- Anna-Lena Friedsam
- Caty McNally
- Paula Ormaechea
- Lisa Pigato
- Anna Karolína Schmiedlová

Thua cuộc may mắn:
- Liudmila Samsonova

### Rút lui
Trước giải đấu
- Bianca Andreescu → thay thế bởi  Camila Giorgi
- Marie Bouzková → thay thế bởi  Nao Hibino
- Alizé Cornet → thay thế bởi  Jasmine Paolini
- Madison Keys → thay thế bởi  Clara Tauson
- Veronika Kudermetova → thay thế bởi  Ana Bogdan
- Jessica Pegula → thay thế bởi  Varvara Gracheva
- Alison Riske → thay thế bởi  Liudmila Samsonova
- Jil Teichmann → thay thế bởi  Viktorija Golubic
- Dayana Yastremska → thay thế bởi  Misaki Doi

### Bỏ cuộc
- Sara Sorribes Tormo

## Nội dung đôi WTA

### Hạt giống
| Quốc gia | Tay vợt        | Quốc gia | Tay vợt          | Xếp hạng1 | Hạt giống |
| -------- | -------------- | -------- | ---------------- | --------- | --------- |
| CHI      | Alexa Guarachi | USA      | Desirae Krawczyk | 34        | 1         |
| CRO      | Darija Jurak   | SLO      | Andreja Klepač   | 70        | 2         |
| JPN      | Misaki Doi     | TPE      | Hsieh Su-wei     | 83        | 3         |
| USA      | Coco Gauff     | USA      | Caty McNally     | 84        | 4         |

- Bảng xếp hạng vào ngày 10 tháng 5 năm 2021

### Vận động viên khác
Đặc cách:
- Nuria Brancaccio /  Lisa Pigato
- Jessica Pieri /  Bianca Turati

Bảo toàn thứ hạng:
- Viktorija Golubic /  Alexandra Panova

### Rút lui
Trước giải đấu
- Hayley Carter /  Luisa Stefani → thay thế bởi  Vivian Heisen /  Wang Yafan
- Alla Kudryavtseva /  Valeria Savinykh → thay thế bởi  Eden Silva /  Kimberley Zimmermann
- Arina Rodionova /  Anna Danilina → thay thế bởi  Quinn Gleason /  Erin Routliffe

## Nhà vô địch

### Đơn nam
- Sebastian Korda đánh bại  Marco Cecchinato 6–2, 6–4

### Đơn nữ
- Coco Gauff đánh bại  Wang Qiang 6–1, 6–3

### Đôi nam
- Simone Bolelli /  Máximo González đánh bại  Oliver Marach /  Aisam-ul-Haq Qureshi 6–3, 6–3

### Đôi nữ
- Coco Gauff /  Caty McNally đánh bại  Darija Jurak /  Andreja Klepač 6–3, 6–2